# Model Context Protocol
Das Model Context Protocol (MCP) ist ein offener Standard und Open-Source-Framework, das vom US-Unternehmen Anthropic entwickelt wurde, um die Integration und den Datenaustausch zwischen künstlicher Intelligenz (KI), insbesondere großen Sprachmodellen (LLMs), und externen Tools, Systemen sowie Datenquellen zu standardisieren. MCP wurde offiziell am 25. November 2024 vorgestellt und als Open-Source-Projekt veröffentlicht. Die Möglichkeit, dass LLMs direkt mit der Außenwelt kommunizieren und so ab jetzt Software wie Blender, GitHub oder Slack direkt bedienen können, wird als revolutionär mit Blick auf die Art, wie wir Software-Systeme nutzen, wahrgenommen.

## Hintergrund und Motivation
Vor der Einführung von MCP mussten Entwickler für jede Kombination aus KI-Modell und externer Datenquelle individuelle Schnittstellen (APIs) erstellen, was zu einem komplexen „M×N-Integrationsproblem“ führte. Diese Fragmentierung erschwerte die Wartung, Skalierung und Sicherheit von KI-Anwendungen erheblich. MCP adressiert dieses Problem, indem es eine universelle, modellunabhängige Schnittstelle bereitstellt, die als „USB für KI-Integrationen“ verstanden werden kann. Ziel ist es, die Interoperabilität zu fördern, Integrationsaufwände zu reduzieren und ein nachhaltiges Ökosystem für KI-Anwendungen zu schaffen.

## Architektur und Funktionsweise
MCP basiert auf einem klassischen Client-Server-Modell:
- Host: Die KI-Anwendung, die externe Funktionen oder Daten benötigt (z. B. Chatbots, IDE-Assistenten).
- Client: Ein Konnektor innerhalb des Hosts, der Anfragen an einen spezifischen MCP-Server stellt.
- Server: Ein externes System, das spezialisierte Funktionen, Datenquellen oder Workflows bereitstellt.

Die Kommunikation erfolgt über ein zustandsbehaftetes Session-Protokoll auf Basis von JSON-RPC 2.0, wobei strukturierte Requests und Responses ausgetauscht werden. MCP-Server können lokal (per Standard-Ein- und -Ausgabe) oder remote (über Streamable HTTP oder Server-Sent Events (SSE)) betrieben werden.

## Komponenten von MCP-Servern
- Tools: Funktionen, die von LLMs aufgerufen werden können, um spezifische Aufgaben auszuführen (z. B. Wetter-API, Datenbankabfragen).
- Resources: Datenquellen, auf die LLMs lesend zugreifen können, ähnlich wie GET-Endpunkte in REST-APIs.
- Prompts: Vorgefertigte Workflows oder Templates, die die Interaktion strukturieren und optimieren.[7]

## Implementierung und Ökosystem
MCP ist plattformunabhängig und bietet Software Development Kits (SDKs) für verschiedene Programmiersprachen, darunter Python, TypeScript, Java und C#. Referenzimplementierungen sowie eine wachsende Sammlung von MCP-Servern für gängige Unternehmenssysteme (z. B. Google Drive, Slack, GitHub, Postgres) sind öffentlich verfügbar. Zu den frühen Anwendern zählen Unternehmen wie Block, Apollo, Zed, Replit und Sourcegraph, die MCP nutzen, um KI-Agenten kontextsensitiver und flexibler zu machen.

## Sicherheit und Datenschutz
Das Protokoll legt besonderen Wert auf Sicherheit und Datenschutz. Nutzer müssen explizit zustimmen, bevor Daten freigegeben oder Tools ausgeführt werden. Die Kontrolle über Datenzugriffe und Aktionen verbleibt beim Nutzer, und alle Aktivitäten sollten transparent und nachvollziehbar gestaltet sein.

## Verbreitung und Weiterentwicklung
Nach der Veröffentlichung wurde MCP rasch von weiteren KI-Anbietern wie OpenAI und Google DeepMind übernommen. Die offene Spezifikation und das Engagement der Community treiben die Weiterentwicklung und Verbreitung des Protokolls voran.
Am 19. Mai 2025 stellte Microsoft die native Integration von MCP in das Windows-Betriebssystem vor. In Zukunft werden das File-System, die Einstellungen, und Anwendungsaktionen auch von LLMs steuerbar sein.